# 相對化拓撲
在拓撲學和數學的其他相關領域裡，拓撲空間 {\displaystyle X} 的子空間是指在 {\displaystyle X} 中子集 {\displaystyle S} 及在 {\displaystyle S} 上賦予的由 {\displaystyle X} 的拓撲所導出的拓撲。這個導出的拓撲叫做 {\displaystyle X} 的拓撲在 {\displaystyle S} 上的子空間拓撲，也稱為相對拓撲。導出方式參見 #定義。

## 定義
給定拓撲空間 {\displaystyle (X,\tau )} 和 {\displaystyle X} 內的子集 {\displaystyle S}，於 {\displaystyle S} 上的子空間拓撲被定義爲
{\displaystyle \tau _{S}=\lbrace S\cap U\mid U\in \tau \rbrace .}
亦即，{\displaystyle S} 的子集於子空間拓撲中為開集若且唯若其爲 {\displaystyle S} 和一於 {\displaystyle (X,\tau )} 內的開集的交集。若 {\displaystyle S} 被設上子空間拓撲，則其本身即為一拓撲空間，並被稱之爲 {\displaystyle (X,\tau )} 的子空間。除非有額外敘述，一般拓撲空間的子集都會假定設有一子空間拓撲。
若 {\displaystyle S} 爲 {\displaystyle (X,\tau )} 內的開集、閉集或稠密集，則分別稱 {\displaystyle (S,\tau _{S})} 爲 {\displaystyle (X,\tau )} 內的一開子空間、閉子空間或稠密子空間。
另外，也可以定義 {\displaystyle X} 內的子集 {\displaystyle S} 的子空間拓撲為會使得內含映射
{\displaystyle \iota :S\hookrightarrow X}
為連續的最弱拓撲。
更一般地，設 {\displaystyle \iota } 爲一由集合 {\displaystyle S} 至拓撲空間 {\displaystyle X} 的單射，則於 {\displaystyle S} 上的子空間拓撲即為定義爲 {\displaystyle \iota } 爲連續的最弱拓撲。此拓撲的開集恰好會是 {\displaystyle \iota ^{-1}(U)} 的其中一個，其中的 {\displaystyle U} 爲 {\displaystyle X} 內的開集。{\displaystyle S} 因此同胚於在 {\displaystyle X} 內的值域（也是帶子空間拓撲），且 {\displaystyle \iota } 會被稱之為拓撲嵌入。
如果單射 {\displaystyle \iota } 是一個開映射，那麼子空間 {\displaystyle S} 被稱為一個開子空間；同樣地，如果單射 {\displaystyle \iota } 是一個閉映射，那麼子空間 {\displaystyle S} 被稱為一個閉子空間。

## 例子
- 給定一具一般拓撲的實數，其自然數（實數的一子空間）的子空間拓撲會是一個離散拓撲。
- 有理數 {\displaystyle \mathbb {Q} } 做為一個 {\displaystyle \mathbb {R} } 的子空間，不帶有離散拓撲（{\displaystyle \{0\}} 在 {\displaystyle \mathbb {Q} } 內不是開集）。
- 令 {\displaystyle S=[0,1)} 為實線 {\displaystyle \mathbb {R} } 的一子空間，則 {\displaystyle [0,{\frac {1}{2}})} 在 {\displaystyle S} 內為開集，但在 {\displaystyle \mathbb {R} } 內則不是。相似地，{\displaystyle [{\frac {1}{2}},1)} 在 {\displaystyle S} 內為閉集，但在 {\displaystyle \mathbb {R} } 內則不是。{\displaystyle S} 為其自身的開子集和閉子集，但做為 {\displaystyle \mathbb {R} } 的子集則兩者皆不是。

## 性質
子空間拓樸具有以下特性。設 {\displaystyle Y} 是 {\displaystyle X} 的一個子空間且 {\displaystyle i:Y\to X} 是一個內含映射。對於任何拓樸空間 {\displaystyle Z}，{\displaystyle f:Z\to Y} 是連續映射若且唯若合成映射 {\displaystyle i\circ f} 是連續的。
這個特性可以被用來定義 {\displaystyle Y} 上的子空間拓樸。我們列出一些更進一步的性質。設 {\displaystyle S} 是 {\displaystyle X} 的子空間拓樸。
- 如果 {\displaystyle f:X\to Y} 是連續的，那麼 {\displaystyle f} 到 {\displaystyle S} 的限制也是連續的。
- 如果 {\displaystyle f:X\to Y} 是連續的，那麼 {\displaystyle f:X\to f(X)} 也是連續的。
- {\displaystyle S} 中的閉集是，嚴謹地來說，{\displaystyle S} 與 {\displaystyle X} 中閉集的交集。
- 如果 {\displaystyle A} 是 {\displaystyle S} 的一個子空間，那麼 {\displaystyle A} 也是 {\displaystyle X} 的一個子空間。換言之，{\displaystyle A} 從 {\displaystyle S} 繼承的子空間拓樸與從 {\displaystyle X} 繼承的一樣。
- 假設 {\displaystyle S} 是 {\displaystyle X} 的一個開子空間（則 {\displaystyle S\in \tau }），那麼 {\displaystyle S} 的子集合在 {\displaystyle S} 中是開的若且唯若其在 {\displaystyle X} 中是開的。
- 假設 {\displaystyle S} 是 {\displaystyle X} 的一個閉子空間（則 {\displaystyle X\backslash S\in \tau }），那麼 {\displaystyle S} 的子集合在 {\displaystyle S} 中是閉的若且唯若其在 {\displaystyle X} 中是閉的。
- 如果 {\displaystyle B} 是 {\displaystyle X} 的基，那麼 {\displaystyle B_{S}=\{U\cap S:U\in B\}} 是 {\displaystyle S} 的基。
- 透過限制度量到一個子集，度量空間上的導出拓樸會導出對於這個子集的子空間拓樸。

## 拓樸不變量的保持
如果一個拓樸空間的一些拓樸不變量能夠保證它們的子空間也有相同的性質，那麼我們稱這些性質具有可遺傳性。如果某些性質只有保證閉子空間才擁有，那我們稱這些性質具有弱遺傳性。
- 每個可完備度量化空間的開子空間與閉子空間是可完備度量化的。
- 每個貝爾空間的開子空間是貝爾空間。
- 每個緊空間的閉子空間是緊緻的。
- 豪斯多夫空間具有可遺傳性。
- 正規空間具有弱遺傳性。
- 完全有界具有可遺傳性。
- 完全不連通具有可遺傳性。
- 第一可數性與第二可數性具有可遺傳性。

## 另見
- 商空間
- 積空間
- 直和拓撲
- 誘導拓樸 (induced topology)